# 中野翔太
中野 翔太（なかの しょうた、2001年6月12日 - ）は、日本の陸上競技選手。広島県広島市出身。中央大学法学部卒業。

## 経歴
中学校は広島市立五日市中学校、高校は広島県立世羅高等学校出身。

### 高校時代
全国高等学校駅伝競走大会には3年連続で出場し、1年時は7区で区間18位。2年時は各校のエース級が集まる3区を区間5位で走り、3年時は3区で区間3位だった。天皇盃全国都道府県対抗男子駅伝競走大会には2度出場し、3年時は1区を区間2位で走っている。3年時の3月に行われた第4回中央大学記録会で28分58秒80の自己ベスト（当時）をマークした。

### 大学時代

#### 大学1年次
中央大学陸上競技部に入部。大学三大駅伝での出走はなかった。

#### 大学2年次
6月の全日本大学駅伝対校選手権大会関東学生陸上競技連盟推薦校選考会では3組で11位だった。チームは5位に入り、9年ぶりに本戦出場権を獲得した。
11月の第53回全日本大学駅伝対校選手権大会に出場し、三大駅伝デビューを飾った。3区を区間9位で走った。チームは8位に入り、10年ぶりにシード権を獲得した。
1月に行われた第98回東京箱根間往復大学駅伝競走では4区を出走し、順位は1つ落としたものの区間5位の1時間02分17秒で走った。チームは総合6位に入り、10年ぶりにシード権を獲得した。

#### 大学3年次
7月に行われたホクレン・ディスタンスチャレンジ網走大会の10000mに出場し、28分00秒86の自己ベストを更新した。
10月の第34回出雲駅伝では各校のエース級が集まる3区を走り、区間7位だった。全日本大学駅伝は欠場した。
1月に開催された第99回箱根駅伝では3区を任された。首位で襷を受けると前半からハイペースで入り、後半も粘って三大駅伝では自身初の区間賞を獲得。チームも総合2位でフィニッシュし、第77回大会以来22年ぶりに表彰台に上がった。
2月に行われた第75回香川丸亀国際ハーフマラソンでは1時間02分49秒で51位に入り、自己ベストを更新した。

#### 大学4年次
優勝を狙った出雲駅伝と全日本大学駅伝はそれぞれ6位と4位で優勝を逃す。優勝候補とした挑んだ第100回箱根駅伝では2年連続で3区を走るもチームは1区から苦しみ、中野が襷を受けたのは17位だった。中野も区間20位と本来の実力を発揮できず、往路はシード圏外の13位でフィニッシュ。往路終了後に藤原正和駅伝監督がエントリーされた16人の内14人が年末に体調を崩していたことを明らかにした。復路では7区の吉居駿恭は区間賞を獲得したがチームとしては全体的に苦しい走りが続き、総合13位で3年ぶりにシード権を失った。

## 戦績・記録

### 大学三大駅伝戦績
| 学年               | 出雲駅伝                    | 全日本大学駅伝              | 箱根駅伝                           |
| ------------------ | --------------------------- | --------------------------- | ---------------------------------- |
| 1年生 （2020年度） | 第32回 （開催中止）         | 第52回 不出場               | 第97回 ー － ー 出走なし           |
| 2年生 （2021年度） | 第33回 ー － ー 出走なし    | 第53回 3区-区間9位 34分30秒 | 第98回 4区-区間5位 1時間02分17秒   |
| 3年生 （2022年度） | 第34回 3区-区間7位 24分12秒 | 第54回 ー － ー 出走なし    | 第99回 3区-区間賞 1時間01分51秒    |
| 4年生 （2023年度） | 第35回 2区-区間5位 16分39秒 | 第55回 2区-区間6位 31分32秒 | 第100回 3区-区間20位 1時間04分33秒 |

## 自己ベスト
- 1500m - 3分41秒47（2024年9月22日：第72回全日本実業団対抗陸上競技選手権大会
- 3000m – 7分46秒37（2024年7月13日 ：ホクレン・ディスタンスチャレンジ士別大会）
- 5000m - 13分24秒11（2023年6月17日 ：On Track Night Vienna）
- 10000m - 28分00秒86（2022年7月13日：ホクレン・ディスタンスチャレンジ網走大会）
- ハーフマラソン - 1時間02分49秒（2023年2月5日：第75回香川丸亀国際ハーフマラソン））